# Fender Contemporary Stratocaster Japan
Fender Contemporary Stratocaster je suvremena električna gitara proizvedena 1980. godine u Fender Japanu.

## Općenite značajke
- "D" profil vrata, koji je za tijelo gitare pričvršćen pomoću ploče s 4 vijka. Radijus 304,8 mm.
- Sistem "Bi-Flex" vratna šipka.
- Mehanizam Micro tilt za fino podešavanje kuta vrata.[1]
- Na nekim modelima ugrađen je preklopnik za odabir tona i uključenje/isključenje elektromagneta.
- Model ima 22 praga
- Mašinice su model Fender Rotomatic.[2]
- Ploča gitare pričvršćena je s 11 vijaka (neki modeli nemaju ploču).
- Modeli s mehanizmom za zaključavanje žica.
- Modeli mosta: Fender Schaller I, II i III tremolo sustav.
- Elektromagneti su raznih kombinacija za različite modele: jednostruki ili dvostruki.
- Dužina skale je 647,7 mm,  osim u modela 27-5500 kojem je dužina 653.7 mm.
- Poneki modeli su s crnim vratom i/ili glavom vrata gitare.

## Modeli
- 27-5700: 2 jednostruka i 1 dvostruki elektromagnet, petodjelni preklopnik, razdjelnik elektromagneta, 1 pot za glasnoću i 1 TBX pot za kontrolu tona (pot funkcionaira tako da je na 12 sati neutralan, lijevo oduzima bas, a desno oduzima visoki ton). Most je model System III tremolo, hvataljka vrata je od palisandera, dužina skale vrata iznosi 647.7 mm, izlazni priključak kabela gitare je bočno montiran.
- 27-5800: 2 dvostruka elektromagneta, trodjelni preklopnik, razdjelnik elektromagneta, 1 pot za glasnoću i 1 TBX pot za kontrolu tona. Most je model System III tremolo, hvataljka vrata od palisandera, dužina skale vrata iznosi 647.7 mm, izlazni priključak kabela gitare je bočno montiran.
- 27-4100: 2 jednostruka i 1 dvostruki elektromagnet, petodjelni preklopnik, razdjelnik elektromagneta, 1 pot za glasnoću i 1 TBX pot za kontrolu tona. Most je model System III tremolo, hvataljka vrata je od palisandera, dužina skale vrata iznosi 647.7 mm, izlazni priključak kabela gitare je bočno montiran.
- 27-4200: 2 dvostruka elektromagneta, trodjelni preklopnik, razdjelnik elektromagneta, 1 pot za glasnoću i 1 za kontrolu tona. Most je model System I tremolo, hvataljka vrata je od palisandera, dužina skale vrata iznosi 647.7 mm, izlazni priključak kabela gitare je bočno montiran.
- 27-4300: 3 jednostruka elektromagneta, petodjelni preklopnik, 1 pot za glasnoću i 2 za kontrolu tona. Most je model System I tremolo, hvataljka vrata je od palisandera, dužina skale vrata iznosi 647.7 mm, izlazni priključak kabela giatare montiran je na gornjoj plohi tijela gitare.
- 27-4302: 3 jednostruka elektromagneta, petodjelni preklopnik, 1 pot za glasnoću i 2 za kontrolu tona. Most je model System I tremolo, vrat je urađen od javora s dužinom skale vrata od 647.7 mm, izlazni priključak kabela gitare montiran je na gornjoj plohi tijela gitare.
- 27-4400: 1 dvostruki elektromagnet, 1 pot za glasnoću, most je model System I tremolo, hvataljka vrata je od palisandera, dužina skale vrata iznosi 647.7 mm, izlazni priključak kabela gitare je bočno montiran.
- 27-5000: 2 dvostruka elektromagneta, trodjelni preklopnik, razdjelnik elektromagneta, 1 pot za glasnoću i 1 TBX pot za kontrolu tona. Most je model System I tremolo, hvataljka vrata je od palisandera, dužina skale vrata iznosi 647.7 mm, izlazni priključak kabela gitare je bočno montiran.
- 27-5500: 2 dvostruka elektromagneta, trodjelni preklopnik, razdjelnik elektromagneta, 1 pot za glasnoću i 1 TBX pot za kontrolu tona. Most je model System I tremolo, hvataljka vrata je od palisandera, dužina skale vrata iznosi 653.7 mm, izlazni priključak kabela gitare je bočno montiran.
- 27-5400: 2 dvostruka elektromagneta, trodjelni preklopnik, razdjelnik elektromagneta, 1 pot za glasnoću i 1 TBX pot za kontrolu tona. Most je model System I tremolo, hvataljka vrata je od palisandera, dužina skale vrata iznosi 647.7 mm, izlazni priključak kabela gitare je bočno montiran.

Nedostaje u popisu: nepoznat broj modela gitara s 2 jednostruka i 1 dvostrukim elektromagnetom, petodjelnim preklopnikom, 1 potom za glasnoću i 1 TBX potom za kontrolu tona. Zatim, mostom System I tremolo, hvataljkom vrata od palisandera, dužinom skale vrata od 647.7 mm i bočno montiranim izlaznim priključkom.  

## Povijest
Fender Contemporary modeli proizvodili su se u tvornici za proizvodnju glazbene opreme i instrumenata FujiGen u gradu Matsumtu, u Japanu. 
Modeli Fender Stratocaster i Telecaster prvi su Fender Contemporary modeli ovih gitara proizvedeni u Fender Japanu kao E serija za strano tržište. Svi prethodni modeli proizvedeni za izvoz iz Japana bili su Fender Squier modeli.
 
Model Stratocaster zamišljen je dizajnom tako da bude Superstrat (Super Strat) model s ugrađenom konfiguracijom dvostrukih elektromagneta i mostom s Floyd Rose, odnosno Shaller tremolo sistemom. Dostupan je bio i model Telecaster s jednim dvostrukim i dva jednostruka elektromagneta, ili s konfiguracijom od dva dvostruka elektromagneta, i ugrađenim razdjelnikom elektromagneta. Dizajniran je i model Squier Contemporary također E-serije, ali je od Stratocastera bio nešto nižeg cjenovnog razreda.

1984. godina bila je prijelazna godina za korporaciju CBS da odradi završne pripreme vraćanja Fendera današnjim vlasnicima. Period do 1987. godine za Fender bio je težak uspon. Pogoni proizvodnje za američko tržište radili su s ograničenim kapacitetima, što je rezultiralo da ostatak dionica Fender Japana završe na prodaji.

U pogonu Fender Custom Shopa ponovo su proizvedeni i bili dostupni (kratko vrijeme sredine '90ih) Stratocaster i Telecaster modeli, koji su se u pogledu karakteristika izgradnje i mogućnosti od izvornih japanskih modela uveliko razlikovali.

Američki gitarist Black Francis koristio je Fender Contemporary Telecaster u američkoj alternativnoj rock grupi Pixies.

## Tehničke informacije
System I: visine žica na mostu podešavaju se pomoću vijaka bez mogućnosti individualne prilagodbe visine svake pojedine žice. Mogućnost je jedino prilagodba intonacije tona za svaku žicu. Slično idejno rješenje za podešavanju intonacije tona i visine žica primijetimo kod Gibson Tune-o-matic stila mosta. System II i III, također visinu žica na mostu podešavaju pomoću vijaka, ali postoji mogućnost podešavanja individualne vrijednosti visine, i intonacije tona za svaku žicu, kao i mogućnost zaključavanja kobilice.

Model System I most može se zamijeniti mostom s Floyd Rose tremolo sistemom.

System II su dizajnirali: John Page, Chip Todd i Charlie Gressett.

System III su dizajnirali: John Page, Dan Smith, Charlie Gressett i John Carruthers. Sva tri modela mosta proizvedeni su u njemačkoj tvornici za proizvodnju dijelova za glazbene instrumente Schaller. Tomu u prilog su i saznanja o najčešćim popravcima. Naime, ponekad dijelovi tremolo sustava naprosto 'izgube' svoju osnovnu funkciju, te ste prisiljeni držati ga u zaključanom položaju. U suprotnom, pri pokretu ručice zna se desiti da prva i druga žica ispadnu iz utora sedla.

Elektromagneti za Contemporary modele gitara proizvedeni su u pogonu Fujigen. Umjesto do tada keramičkih modela, u sve suvremene modele gitara ugrađeni su Alnico (na bazi legure aluminija, nikla i kobalta) jednostruki modeli elektromagneta, DC otpora oko 5,6 kΩ.
 
Dvostruki modeli koji se također ugrađuju imaju DC otpor od 7,6 kΩ. U suvremene modele gitara ugrađen je i pot TBX za kontrolu tona koji stvara otpor od 500 kΩ, i pot za glasnoću čiji kondenzator je kapaciteta 0,022 μF.

## Serijski brojevi
Modeli Fender Japan proizvedeni od 1984. – 1987. godine modeli su E serije, i prilagođeni su američkom formatu numeracije modela.

Na primjer, serijski broj: E6XXXXX = 1986.

Slovo E označava osamdesete godine, a broj 6 iza serijsku godinu proizvodnje. U ovom primjeru je 1986. godina.

Većina serijskih brojeva Fender Japan modela ne slijedi ovaj format označavanja iz prostog razloga što su se američke oznake za E seriju modela koristila i za Fender Japan modele. I što je većina proizvedenih modela u Japanu predviđena za izvoz u SAD.

## Vanjske poveznice
- "Na "fan" stranici Fender Japana o modelu Contemporary piše John Blackmans"